# Spanyol labdarúgó-bajnokság (harmadosztály)
A spanyol labdarúgó-bajnokság harmadosztálya, hivatalos nevén a Segunda División B a spanyol labdarúgás harmadik legmagasabb osztálya. A bajnokságban összesen 80 klub szerepel, 4 darab 20 fős csoportba osztva. A másodosztályba egy egyedi lebonyolítású rájátszás után 4 csapat juthat fel.

## Története
Az első harmadosztályú szezont 1928–1929-ben rendezték meg. Ez ekkor még egy rövid életű sorozat volt, ugyanis sokáig nem rendezték meg. Az első szezon 10 csapat részvételével zajlott, a bajnok a Cultural y Deportiva Leonesa lett. Ezután a bajnokságot nem rendezték meg, helyette, hasonlóan a magyar NB 1/B-NB 2-változtatásokhoz, a Tercera División lépett a Segunda B helyébe. A Segunda B-t legközelebb 1977-ben hívták ismét életre, míg a Tercera Divisiónt „lefokozták” negyedosztállyá. A kezdetekkor ebben az osztályban még csak 2 csoportra osztották a klubokat. A harmadik és a negyedik csoportot 1987-ben adták hozzá.

### A csapatok rangsora az itt eltöltött szezonok alapján
| Poz. | Csapat                 | Szezonok |
| ---- | ---------------------- | -------- |
| 1.   | Pontevedra CF          | 28       |
| 2.   | Cultural Leonesa       | 27       |
| 3.   | Barakaldo CF           | 25       |
| 4.   | CA Osasuna B           | 25       |
| 5.   | Real Jaén              | 24       |
| 6.   | Real Sociedad B        | 24       |
| 7.   | CE L’Hospitalet        | 23       |
| 8.   | CD Ourense             | 22       |
| 9.   | Gimnàstic de Tarragona | 22       |
| 10.  | UD Melilla             | 22       |
| 11.  | Sevilla Atlético       | 21       |
| 12.  | Granada CF             | 21       |
| 13.  | Atlético de Madrid B   | 21       |

| Poz. | Csapat              | Szezonok |
| ---- | ------------------- | -------- |
| 14.  | Córdoba CF          | 20       |
| 15.  | Real Zaragoza B     | 20       |
| 16.  | Bilbao Athletic     | 20       |
| 17.  | CD Lugo             | 20       |
| 18.  | Sporting de Gijón B | 20       |
| 20.  | Talavera CF         | 19       |
| 20.  | Racing de Ferrol    | 19       |
| 21.  | CD Alcoyano         | 19       |
| 22.  | Zamora CF           | 18       |
| 23.  | UE Figueres         | 17       |
| 24.  | Xerez CD            | 17       |
| 25.  | FC Andorra          | 17       |
| 26.  | Barcelona Atlètic   | 17       |

| Poz. | Csapat                 | Szezonok |
| ---- | ---------------------- | -------- |
| 27.  | Real Unión             | 17       |
| 28.  | Terrassa FC            | 17       |
| 29.  | UE Lleida              | 17       |
| 30.  | SD Lemona              | 17       |
| 31.  | Benidorm CD            | 17       |
| 32.  | Real Betis B           | 17       |
| 33.  | Gimnástica Torrelavega | 16       |
| 34.  | CD Badajoz             | 16       |
| 35.  | SD Huesca              | 16       |
| 36.  | RSD Alcalá             | 16       |
| 37.  | UDA Gramenet           | 16       |
| 38.  | SD Ponferradina        | 16       |
| 39.  | Real Avilés            | 15       |

## A 2013-2014-es szezon csapatai

### 1. csoport
| Csapat           | Elnök                     | Vezetőedző          | Kapitány            |
| ---------------- | ------------------------- | ------------------- | ------------------- |
| Avilés           | Josu Uribe                | José María Tejero   | Miguel López Cedrón |
| Burgos           | Juan Carlos Barriocanal   | Ramón Calderé       | Mikel Aurreko       |
| Caudal           | Roberto Ardura Espín      | Juan Fidalgo        | Sergio Segura       |
| Celta B          | Carlos Mouriño            | Pichi Lucas         | David Añón          |
| Compostela       | Antonio Quinteiro         | Fredi Álvarez       | Manuel Castiñerias  |
| Coruxo           | Gustavo Falque            | Antonio Gómez       | Yago Alonso         |
| Cultural         | Junta Gestora             | Luis Cembranos      | Valdés              |
| Guijuelo         | Jorge Hernández           | Sito Cenzual        | José Romero         |
| SD Logroñés      | Eduardo Guerra Díez       | Agustín Abadía      | Miguel              |
| UD Logroñés      | Pedro Martínez            | Raúl Llona          | Raúl Torres         |
| Marino de Luanco | Luis Gallego González     | José Luis Quirós    | Titi                |
| Noja             | Emérito López Crespo      | Ángel Viadero       | Iñaki Bollaín       |
| Ourense          | Alejandro Estévez         | Luisito             | Jaime Noguerol      |
| Racing Ferrol    | Isidro Silveira Cameselle | José Manuel Aira    | Carlos              |
| Racing Santander | Ángel Lavín               | Paco Fernández      | Francis Pérez       |
| Real Oviedo      | Sabino López              | José Carlos Granero | Diego Cervero       |
| Salamanca        | Juan José Hidalgo         | Gustavo Siviero     | Pablo Redondo       |
| Sporting Gijón B | Manuel Vega-Arango        | Abelardo Fernández  | Alain Álvarez       |
| Tropezón         | Valentín Gutierrez        | Lolo Herrera        | Mora                |
| Zamora           | Maximino Martín           | Roberto Aguirre     | Hugo                |

### 2. csoport
| Csapat            | Elnök                        | Vezetőedző             | Kapitány              |
| ----------------- | ---------------------------- | ---------------------- | --------------------- |
| Amorebieta        | Jagoba Barrenetxea Zairrusta | Xabier Barandalla      | Cristian Alberdi      |
| Athletic Bilbao B | Josu Urrutia                 | José Ángel Ziganda     | Jonxa Vidal           |
| Atlético Madrid B | Enrique Cerezo               | Alfredo Santaelena     | César Ortiz           |
| Barakaldo         | Alberto Romero               | Iñaki Zurimendi        | Eneko Rubio           |
| Conquense         | Jesús Fernandez Ruiz         | Jordi Fabregat         | Aridani Arbelo        |
| Fuenlabrada       | Miguel Ángel Arto            | Josip Višnjić          | Sergio Pachón         |
| Getafe B          | Ángel Torres Sánchez         | José Francisco Molina  | Eloy Miguel Villodres |
| Huesca            | Fernando Losfablos           | Pablo Alfaro           | Juanjo Camacho        |
| Las Palmas At.    | Miguel Ángel Ramírez         | Víctor Afonso          | Ale Martín            |
| Laudio            | Santos Arrazuria             | Ramón Castelo          | Carlos González       |
| Leganés           | María Victoria Pavón         | Asier Garitano         | Rubén Falcón          |
| Puerta Bonita     | Manuel Campa Valle           | Juan José Granero      | Alfonso Alcalde       |
| Real Madrid C     | Florentino Pérez             | Manolo Díaz            | Álvaro López          |
| Peña Sport        | Rafa del Amo                 | Sergio Amatriain       | Miguel Ainzua         |
| Real Sociedad B   | Jokin Aperribay              | Asier Santana          | Iosu Ozkoidi          |
| Real Unión        | Ricardo García Arias         | Sergio Francisco Ramos | Xabier Otermin        |
| Sariñena          | Joaquín Manuel López         | Álex Monserrate        | Aitor Agoiz           |
| Sestao River      | Martxi                       | Angel Viadero          | Mikel Arrizabalaga    |
| Toledo            | Fernando Collado             | Abraham García         | Javier Sánchez        |
| Tudelano          | Jesús Miranda Murillo        | Juan Carlos Beltrán    | Fernando Esparza      |

### 3. csoport
| Csapat           | Elnök                   | Vezetőedző           | Kapitány               |
| ---------------- | ----------------------- | -------------------- | ---------------------- |
| Alcoyano         | Juan Serrano Morillas   | David Porras Navarro | Jorge Devesa           |
| Baleares         | Fernando Crespí         | Nico López           | Isma Vilaboa           |
| Badalona         | Miquel Angel Sánchez    | Albert Càmara        | Alejandro Vázquez      |
| Costància        | Antoni Ramis            | Joan Esteva          | Juanpe Berga           |
| Elche B          | José Sepulcre           | Vicente Mir          | Yerai Patiño           |
| Espanyol B       | Joan Collet             | Manuel Márquez       | Héctor Rodríguez Ramos |
| Gimnàstic        | Josep Maria Andreu      | Santi Castillejo     | Rubén Pérez Chueca     |
| Huracán Valencia | Toni Hernández          | Iñaki Alonso         | Ángel Amarilla         |
| L'Hospitalet     | Miguel García del Valle | Martín Posse         | Alan Liesegang         |
| Levante B        | Quico Catalán           | José Antonio Gómez   | José Higón             |
| Llagostera       | Isabel Tarragó          | Oriol Alsina         | Pitu                   |
| Lleida Esportiu  | Albert Esteve           | Toni Seligrat        | Pau Bosch              |
| Olímpic Xàtiva   | Alfonso Rus Terol       | Toni Aparicio        | Álex Vaquero           |
| Olot             | Joan Agustí             | Julio Bañuelos       | Xavi Ferrón            |
| Ontinyent        | Luís Ortiz              | Juan Moreno          | Borja Lázaro           |
| Prat             | Luis Quiñonero          | Agustín Vacas        | Luis Larios            |
| Reus Deportiu    | Xavier Llastarri        | Emili Vicente        | Fernando Asensio       |
| Sant Andreu      | Manuel Camino           | Pedro Belmonte       | Nakor Bueno            |
| Valencia B       | Amadeo Salvo            | Nico Estevez         | Álex Quintanilla       |
| Villarreal B     | Fernando Roig           | Lluís Planagumà      | Juanto                 |

## Bajnokok
| Év      | 1. csoport       | 2. csoport       | 3. csoport     | 4. csoport     |
| ------- | ---------------- | ---------------- | -------------- | -------------- |
| 1929    | Cultural Leonesa | Nem volt         | Nem volt       | Nem volt       |
| 1977-78 | Racing Ferrol    | Almería          | Nem volt       | Nem volt       |
| 1978-79 | Palencia         | Levante          | Nem volt       | Nem volt       |
| 1979-80 | Barakaldo        | Linares          | Nem volt       | Nem volt       |
| 1980-81 | Celta            | Mallorca         | Nem volt       | Nem volt       |
| 1981-82 | Barcelona B      | Xerez            | Nem volt       | Nem volt       |
| 1982-83 | Athletic B       | Granada          | Nem volt       | Nem volt       |
| 1983-84 | Sabadell         | Lorca            | Nem volt       | Nem volt       |
| 1984-85 | Sestao           | Rayo Vallecano   | Nem volt       | Nem volt       |
| 1985-86 | Figueres         | Xerez            | Nem volt       | Nem volt       |
| 1986-87 | Tenerife         | Nem volt         | Nem volt       | Nem volt       |
| 1987-88 | Eibar            | Zaragoza B       | Salamanca      | Alzira         |
| 1988-89 | Athletic B       | Palamós          | Atlético B     | Levante        |
| 1989-90 | Avilés           | Lleida           | Albacete       | Orihuela       |
| 1990-91 | Real Madrid B    | Racing Santander | Badajoz        | Barcelona B    |
| 1991-92 | Salamanca        | Sant Andreu      | Cartagena      | Marbella       |
| 1992-93 | Salamanca        | Alavés           | Murcia         | Las Palmas     |
| 1993-94 | Salamanca        | Alavés           | Gramenet       | Extremadura    |
| 1994-95 | Racing Ferrol    | Alavés           | Levante        | Córdoba        |
| 1995-96 | Las Palmas       | Sporting B       | Levante        | Jaén           |
| 1996-97 | Sporting B       | Aurrerá          | Gimnàstic      | Córdoba        |
| 1997-98 | Cacereño         | Barakaldo        | Barcelona B    | Málaga         |
| 1998-99 | Getafe           | Cultural Leonesa | Levante        | Melilla        |
| 1999-00 | Universidad LPGC | Gimnástica       | Gandía         | Granada        |
| 2000-01 | Atlético B       | Burgos           | Gramenet       | Cádiz          |
| 2001-02 | Barakaldo        | Barcelona B      | Real Madrid B  | Motril         |
| 2002-03 | Universidad LPGC | Real Unión       | Castellón      | Algeciras      |
| 2003-04 | Pontevedra       | Atlético B       | Lleida         | Lanzarote      |
| 2004-05 | Real Madrid B    | Ponferradina     | Alicante       | Sevilla B      |
| 2005-06 | Universidad LPGC | Salamanca        | Badalona       | Cartagena      |
| 2006-07 | Pontevedra       | Eibar            | Alicante       | Sevilla B      |
| 2007-08 | Rayo Vallecano   | SD Ponferradina  | Girona FC      | Écija Balompié |
| 2008-09 | Real Unión       | FC Cartagena     | CD Alcoyano    | Cádiz CF       |
| 2009-10 | SD Ponferradina  | AD Alcorcón      | UE Sand Andreu | Granada CF     |
| 2010-11 | CD Lugo          | SD Eibar         | CE Sabadell FC | Real Murcia    |